# Церковь Рождества Христова (Сенино)
Церковь Рождества Христова — приходской храм Подольской епархии Русской православной церкви в деревне Сенино Чеховского района, Московской области построенный в 1814 году. Здание храма является объектом культурного наследия и находится под охраной государства. В настоящее время храм действует, проводятся богослужения.

## История храма
О селе Сенино Чеховского района Московской области первые официальные данные относятся к концу XVII — началу XIX века. Упоминаются первые владельцы деревни — представители рода графов Головиных. Последний из владельцев, Алексей Гаврилович Головин продал село представителю другого знатного рода — бояр Васильчиковых — Григорию Николаевичу Васильчикову в 1808 году.
Клировые ведомости за 1851 год сообщали, что Рождественская церковь в селе Сенино была возведена в 1814 году тщанием прихожанина господина Григория Николаевича Васильчикова. Здание представляет собой небольшой кирпичный однопрестольный храм в виде ротонды, построено в традициях классицизма с трапезной и колокольней.
В описях 1857 года сообщалось, что храм обеспечен утварью, но священнослужители и церковный причт постоянного оклада не имели.
Новый каменный Рождественский храм, сохранившийся до настоящего времени, был построен в усадьбе Васильчиковых почти в километре от обветшавшего старого деревянного храма. В середине XIX века населённым пунктом владел писатель М. Н. Загоскин, действительный статский советник, директор московской Оружейной палаты.
В 1939 году были совершены попытки закрыть храм, но прихожане и священнослужитель отстояли церковь.
В 1953 году после кончины настоятеля церковь была закрыта и разорена. С колокольни были сорваны крест и купол. Колокола, утварь, иконы растащили, а часть убранства, которое успели спрятать, определили в другие соседние храмы.
На территории Рождественской церкви с 1953 года размещался магазин, само же здание использовалось как склад стеклотары. В начале 1980-х годов вместо церковной сторожки была кузница, однако после того, как в конце 1980-х она сгорела, кузню перенесли в здание храма, непосредственно в алтарь, а на крюк, на котором сейчас висит паникадило, цепляли машины.

## Современное состояние храма
В 1996 году храм возвращен верующим, была сформирована община. С 2001 года в храме проводятся регулярные богослужения. В 2003 году стараниями прихожан колокольню украсил новый шпиль с позолоченным крестом.
Рождественский храм является памятником архитектуры регионального значения на основании постановления Правительства Московской области «Об утверждении списка памятников истории и культуры» № 84/9 от 15.03.2002 года.